# Cyclosa bifida
Cyclosa bifida är en spindelart som först beskrevs av Carl Ludwig Doleschall 1859.  Cyclosa bifida ingår i släktet Cyclosa och familjen hjulspindlar. Inga underarter finns listade i Catalogue of Life.